# MEGA WEB

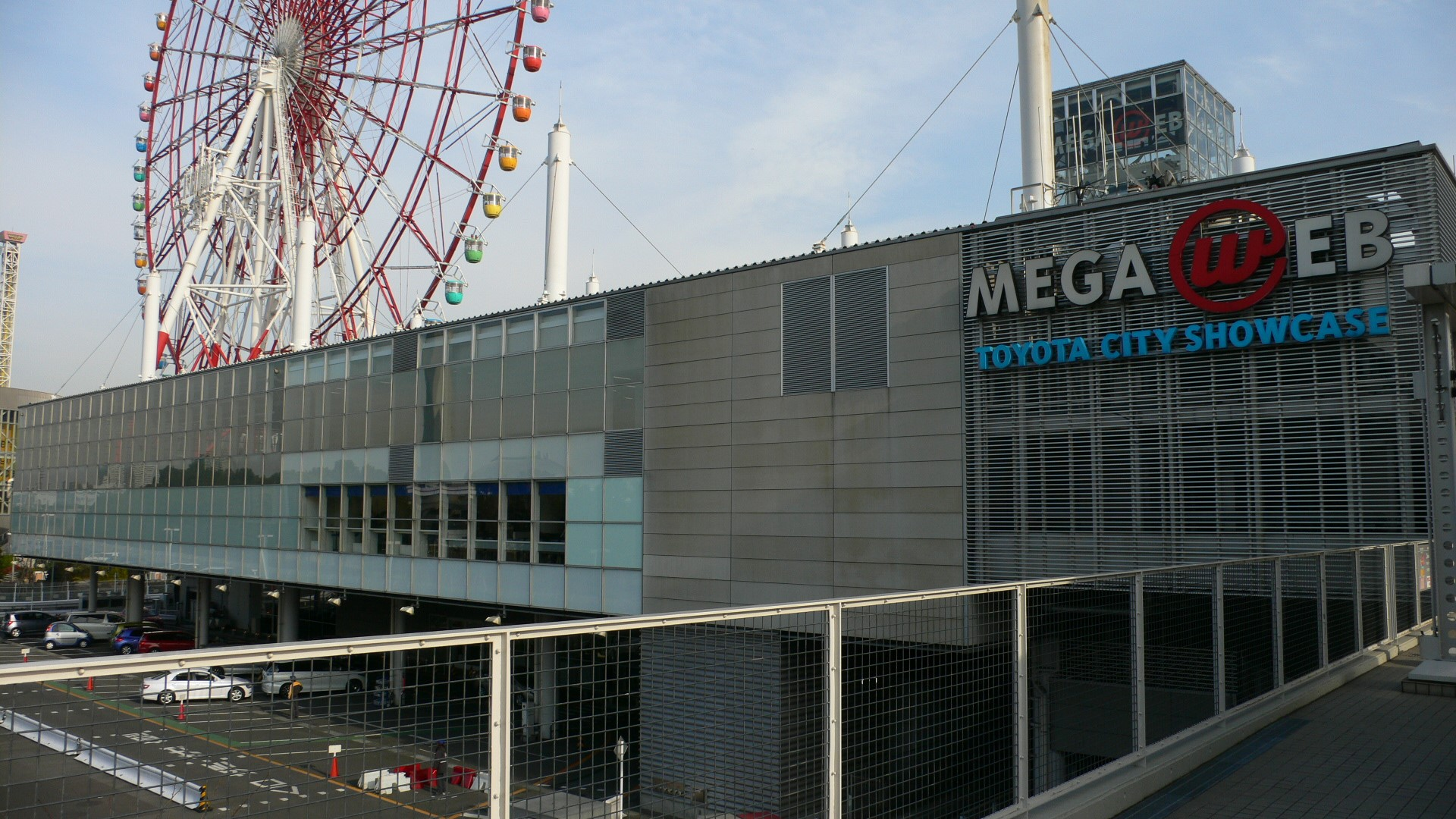
MEGAWEB

MEGAWEB은 일본 도쿄도 오다이바에 있는 자동차 테마파크이다. 도요타가 직영한다. 단순한 테마파크가 아니라, 직접 타보고 체험할 수 있도록 되어있다.